# Черногория на зимних Олимпийских играх 2014
Черногория принимала участие в зимних Олимпийских играх 2014 года, которые прошли в Сочи с 7 по 23 февраля. Команда состояла из двух спортсменов, соревновавшихся в горнолыжном спорте.

## Горнолыжный спорт
В соответствии с квотами FIS, опубликованными 20 января 2014, Черногория квалифицировала на Олимпиаду двух атлетов.
Мужчины
| Соревнование      | Спортсмен    | 1 спуск | 1 спуск | 2 спуск | 2 спуск | Всего   | Всего |
| Соревнование      | Спортсмен    | Время   | Место   | Время   | Место   | Время   | Место |
| ----------------- | ------------ | ------- | ------- | ------- | ------- | ------- | ----- |
| Гигантский слалом | Тарик Хаджич | 1:36,55 | 71      | 1:35,84 | 60      | 3:12,39 | 62    |
| Слалом            | Тарик Хаджич | 1:00,95 | 71      | 1:06,99 | 36      | 2:07,94 | 38    |

Женщины
| Соревнование | Спортсмен       | 1 спуск | 1 спуск | 2 спуск | 2 спуск | Всего   | Всего |
| Соревнование | Спортсмен       | Время   | Место   | Время   | Место   | Время   | Место |
| ------------ | --------------- | ------- | ------- | ------- | ------- | ------- | ----- |
| Слалом       | Ивана Булатович | 1:07,49 | 53      | 1:05,31 | 44      | 2:12,80 | 44    |